# 15116 Jaytate
15116 Jaytate è un asteroide della fascia principale. Scoperto nel 2000, presenta un'orbita caratterizzata da un semiasse maggiore pari a 2,3788168 UA e da un'eccentricità di 0,2356111, inclinata di 1,42953° rispetto all'eclittica.